# Piz Terri
Der Piz Terri (3149 m ü. M.) ist ein pyramidenförmiger Berg in den Adula-Alpen auf der Grenze der Kantone Graubünden und Tessin, zwischen dem Lugnez im Nordosten und dem Valle di Blenio im Südwesten. Der Name soll von einer dirren Alpwiese im Lugnez aufgestiegen sein.

## Bedeutung
Der Piz Terri ist aufgrund der Lage unmittelbar an der Greina-Hochebene und der guten Erschliessung von der Camona da Terri und Capanna Motterascio ein recht häufig bestiegener Berg, der eine schöne Aussicht über die Greina und die umliegenden Gebirgszüge bietet.

## Erstbesteigung
1801 oder 1802 wurde er von Pater Placidus a Spescha vom Kloster Disentis erstmals (über den Westgrat, heutige Normalroute) bestiegen.

## Routen zum Gipfel
(Auswahl, nach )
- Camona da Terri - Camona - Plaun la Greina - Val Canal - Gletschersee - P. 2898 - Westgrat - Piz Terri (L, 4,5h, Normalweg)
- Capanna Motterascio - P. 2276 - P. 2534 - P. 2699 - P. 2898 - Westgrat - Piz Terri (L, 3,5h)

Bemerkung: der Glatscher dil Terri ist stark abgeschmolzen und hat die Charakteristik des Normalweges durch grosse Schuttmengen stark verändert.

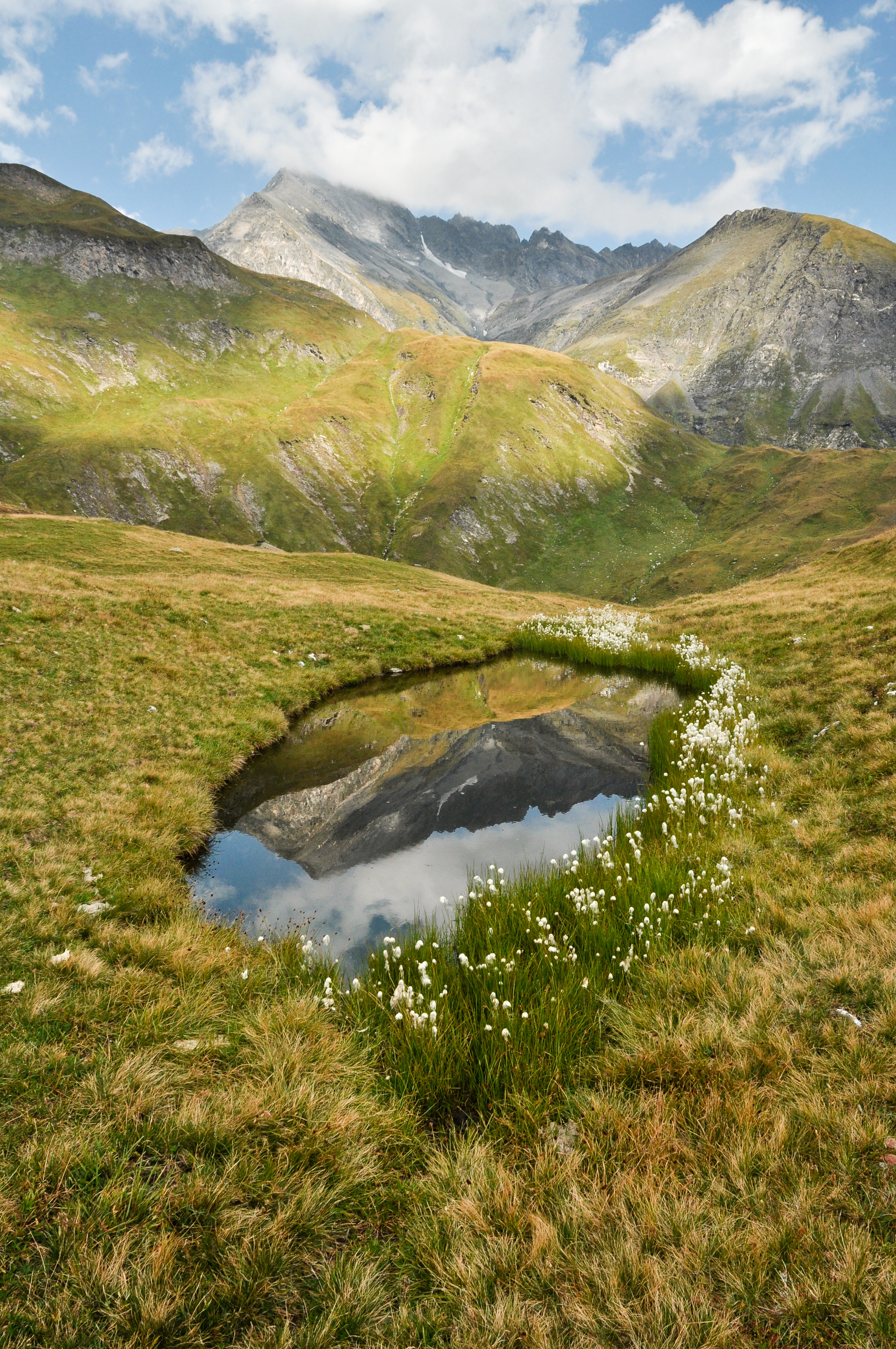
Piz Terri von Alp Motterascio